# Feldpost der Belgier in Deutschland nach dem Ersten Weltkrieg 1918–1935
Die Belgische Feldpost nach dem Ersten Weltkrieg wurde in der belgische Besatzungszone eingerichtet, nachdem die siegreichen Alliierten Teile des Deutschen Reichs besetzt hatten. Diese grenzte im Westen an die deutsch-niederländische Grenze, im Osten an den Rhein, nach Süden an die Linie Neuss, Grevenbroich, Stolberg und Eupen (Ostkantone). Belgische Truppen besetzten Aachen und richteten dort im Dezember 1918 ein Militärpostbüro ein. Dieses übernahm später die Aufgaben eines Hauptfeldpostamts für das besetzte Gebiet.

## Eupen und Malmedy
Der Kreis Eupen, der zu Anfang der Rheinlandbesetzung Teil der 4. Zone war, war von französischen Einheiten unter dem Befehl eines belgischen Offiziers besetzt worden. Ein erstes belgisches Bataillon, gefolgt von einem weiteren, besetzten den Kreis Eupen vom 6. Mai 1919 an.
Der Kreis Malmedy wurde durch britische Truppen besetzt und war Teil der 3. Zone. Am 12. August 1919 lösten Belgier die Engländer ab. Der Kreis Malmedy fiel dabei an die 4. Zone.
Am 24. Juli 1920 fand in den Kreisen Eupen und Malmedy eine Volksbefragung statt. Es lagen Listen aus, in die sich die Personen, die gegen den Anschluss an Belgien waren, eintragen konnten. Auf Grund des äußeren Drucks sprachen sich nur 270 von 33.726 Stimmberechtigten für den Verbleib bei Deutschland aus. So konnte die Belgische Nationalversammlung am 20. September 1920 einstimmig und ohne Einschränkung die Eingliederung von Eupen und Malmedy beschließen. Die im Raum Eupen und Malmedy stationierten Truppen hatten kein Recht auf Portofreiheit, diese galt nur für die in Deutschland stationierten Truppen.

## Sanktionsgebiet Duisburg
Die Reparationsschuld des Deutschen Reiches wurde auf der Konferenz der Alliierten in Paris am 29. Januar 1921 (Pariser Vorortverträge) auf 226 Milliarden Goldmark, zahlbar in 42 Jahresraten, festgelegt. Alliierte Truppen hatten am 8. März 1921 die Rheinhäfen Düsseldorf, Duisburg und Ruhrort wegen nicht pünktlich gezahlter Reparationszahlungen besetzt.
Die Belgier erhielten Duisburg und Ruhrort, Düsseldorf bekam ein französisches Kommando. Doch auch in Duisburg blieb dauernd eine starke französische Truppenabteilung
. Das Hauptquartier des belgisch besetzten Ruhrgebiets wurde am 1. Februar 1924 von Sterkrade nach Duisburg verlegt.
Frankreich und Belgien rückten mit großen Truppenmassen ein. Die durchschnittliche Belegung Duisburgs wird mit 5000 bis 10.000 Mann angegeben, darunter waren 2000 Franzosen, u. a. des 168. Infanterie-Regiments und 4000–5000 Besatzungsfamilien. England sandte zum Einmarsch eine Eskadron und eine Tankabteilung nach Düsseldorf, die es bald wieder zurückzog.

## Ruhrbesetzung
Am 11. Januar 1923 marschierten französische und belgische Truppen wegen ausstehender Reparationszahlungen ins Ruhrgebiet ein. Zwischen den besetzten Gebieten und dem übrigen Reichsgebiet wurde am 13. Februar 1923 eine Zollgrenze errichtet. Die deutsche Bevölkerung fand sich mit der Besetzung nicht ab. Die Reichsregierung verfügte den passiven Widerstand, der erst am 26. September 1923 durch den nun neuen Reichskanzler Stresemann aufgehoben wurde. Die Verhältnisse waren untragbar geworden. Deutschland hatte kaum eine Möglichkeit, seinen Zahlungsverpflichtungen nachzukommen.

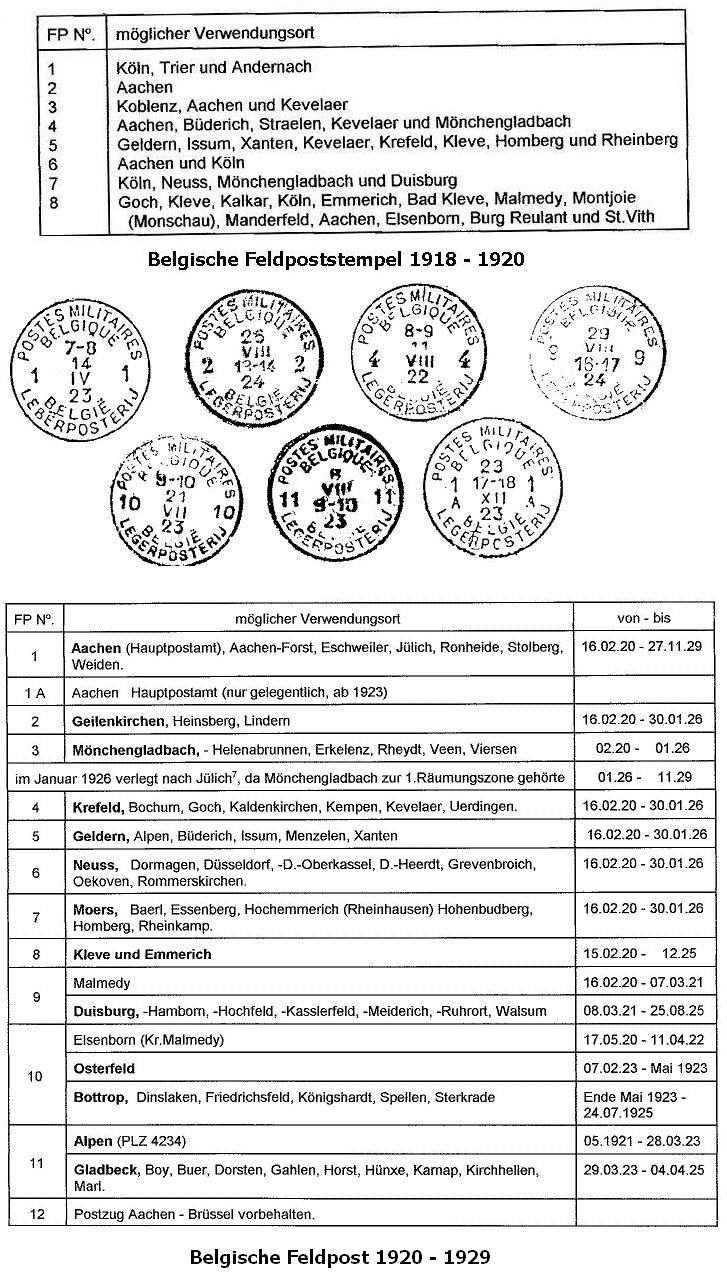
Belgische Feldpostämter und ihre Stempel

Das „Belgische Ruhrdetachement“ hatte die folgenden Städte und Gemeinden besetzt: Duisburg, Oberhausen, Mülheim, Hamborn, Sterkrade, Essen-Karnap, Gahlen, Voerde, Dinslaken, Walsum, Gladbeck, Bottrop, Buer und Osterfeld; im Landkreis Recklinghausen: Horst, Kirchhellen, Marl, Dorsten, Hervest und Holsterhausen.

## Abstempelung
Die belgische Feldpost in Deutschland verwendete in der Anfangszeit sowohl die üblichen Aufgabestempel als auch ein Streckenstempel.

### 1. Februar 1918 – 15. Februar 1920

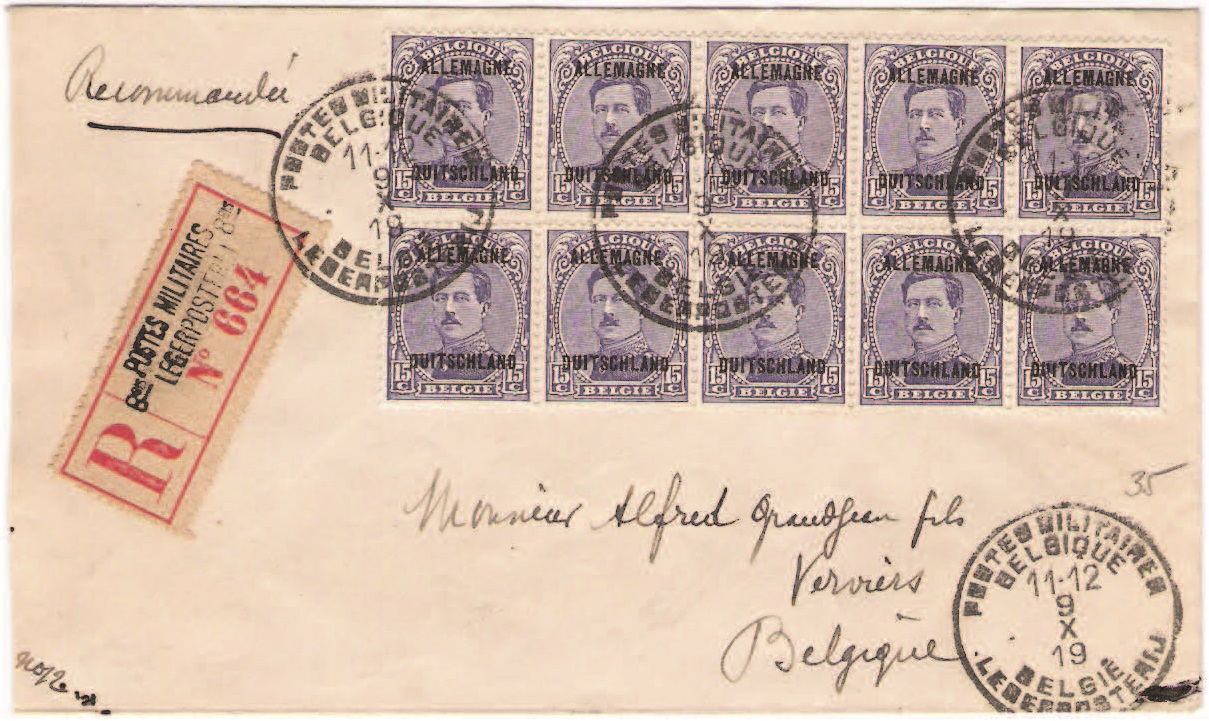
Belgischer Feldpostumschlag 1919

Die Truppenverschiebungen machen es sehr schwer, die frühen Feldpostämter zu lokalisieren. Jetzt waren die Stempel nicht mehr den Divisionen zugeteilt, sondern festen Feldpostbüros, die eine Garnison zu versorgen hatten. Hinzu kommen noch die Stempel ohne Nummer, die ebenfalls im Rheinland Verwendung fanden. Eine Zuordnung zu bestimmten Feldpostbüros sollte über die Feldpostadresse möglich sein.

### 15. Februar 1920 – 27. November 1929
Auf Grund eines Regierungsbeschlusses vom 1. Februar 1920 wurden bis zum 16. Februar 1920 die mobilen Feldposten, die den Einheiten zugeordnet waren und die Truppenbewegungen mitzumachen hatten, in feste Feldpostbüros umgewandelt. Sie hatten nun die Garnisonen einer Region mit Postverbindungen zu versorgen. Für jedes Feldpostbüro gab es Stempel mit Unterscheidungsziffer.
Das Feldpostamt Nr. 10 versorgte vom 17. Mai 1920 an die im Lager Elsenborn die zu einem Manöver angerückten Truppen. Es war dem Feldpostamt in Aachen unterstellt. Vom 1. November 1921 an hatten die Besatzungstruppen, die sich gerade zu Schießübungen im Lager Elsenborn aufhielten, nur dann Portofreiheit, wenn auf den eintreffenden bzw. abgehenden Briefen hinter der Adresse der Zusatz „Vorübergehend im Lager Elsenborn“ folgte. Am 11. April 1922 wurde das Büro geschlossen, die Aufgaben übernahm das örtliche Postamt
.
Das Feldpostamt No. „12“ wurde, wahrscheinlich seit 1921, der Bahnpost auf der Bahnstrecke Aachen — Brüssel zugeteilt. Dieser Stempel ist sehr selten, entsprechend wenig ist über ihn bekannt.
Während der Besatzungszeit waren innerhalb Deutschlands eine ganze Reihe von interalliierten Kommissionen tätig, an denen auch Belgien beteiligt war. Sieht man die Vielzahl dieser Kommissionen, so dürfte es schwer sein, eine vollständige Liste zu erstellen. Sie alle verfügten über Dienststempel, die auf der Post abgeschlagen wurden, um dem Absender das Privileg der Portofreiheit zu bestätigen. Die Beförderung erfolgte, wenn möglich, durch die belgischen Feldpost, sonst durch die Feldpost der Verbündeten oder aber die Deutsche Post.

### Porto
Seit dem 7. August 1914 galt Portofreiheit für Militärangehörige. Dies erforderte den Vermerk wie „SM“ (Service Militaire), „MD“ (Militaire Dienst) oder „FM“ (Franchise Militaire) auf der Postsendung.
Die Portofreiheit erstreckte sich auf Briefe bis 20 g und Postkarten nach und aus Belgien. Für andere Sendungen und die Sonderdienste galt der belgische Inlandtarif.
Der Kriegszustand für die belgische Armee endete offiziell am 30. September 1919. Die Portofreiheit für Militärpersonen wurde mit Wirkung vom 31. Oktober 1921 aufgehoben. Ausgenommen waren Verwundete oder ambulant Behandlungsbedürftige in Militärhospitälern sowie die belgischen Besatzungstruppen im Rheinland.
Der Postdienst der A.B.O. (L'armée Belge d'occupation) der belgischen Besatzungstruppen wurde als interner belgischen Postdienst angesehen. Portofreiheit galt nur für Briefe und Postkarten bis zu 20 g, nicht nur nach Belgien, sondern zusätzlich nach Frankreich, Großbritannien, Italien und deren Kolonien. Zeitungen, Drucksachen, Warenproben und Geschäftsbriefe mussten dagegen auch von Militärpersonen frankiert werden. Hierfür nutzte man die belgische Freimarken – Ausgabe von 1915, die mit dem Aufdruck „ALLEMAGNE / DUITSLAND“ versehen am 20. September 1919 verausgabt wurde. Daneben wurden auch die entsprechenden Marken ohne Aufdruck verwendet. Die Marken durften ausschließlich nur von belgischen Militärpersonen benutzt werden.
Manche Karten und Briefe von April 1916 bis April 1919, trugen zusätzlich zum Feldpoststempel einen großen Doppelkreisstempel mit einem Durchmesser von 34/24 mm „CORRESPONDANCE PRIVEE / ARME BELGE“ (Private Post/Belgische Armee) mit dem Königswappen in der Mitte in Violett, Blau oder Rot, gefolgt von einer Bezirksangabe. Das Kriegsministerium hatte diese Stempel herausgegeben, um einheitlich auf die militärische Verwendung zu verweisen. Nach dieser Zeit blieb es dem Militär überlassen, Stempel nach eigenen Entwürfen in Betrieb zu nehmen. Jedenfalls findet man ab Mai 1919 zusätzlich eine Vielfalt von Formen wie Doppeloval-, Doppelkreis- oder Rahmenstempel oder Zweizeiler. Daneben gab es aber auch alle Arten von Dienststempeln, die auf den Briefen bzw. Postkarten abgeschlagen wurden, um auf den Militärstatus des Absenders hinzuweisen und so die portofreie Versendung zu sichern.

## Saarland
Nachdem Frankreich auf Druck des Völkerbundes seine Besatzungstruppen aus dem Saargebiet hatte abziehen müssen, wurde eine internationale Bahnschutztruppe aufgestellt, zu der auch ein kleines Kontingent Belgier gehörte. Das DETACHEMENT BELGE DE LA SAAR in Stärke von 68 Mann traf am 10. Juli 1927 in Saarbrücken ein und wurde über das französische Feldpostamt S.P. 219 in Saarbrücken versorgt. Von dort wurde die Post an das belgische Hauptfeldpostamt No. 1 in Aachen weitergeleitet. Ab 31. August 1929 wurde die Post der belgischen Truppe an der Saar nur noch über die Bahnpost „BRÜSSEL - ARLON 1 - ETRANGER (Ausland) / ZUG 16 / S.P. 219“ geleitet. Diese Umstellung erfolgte sicher im Hinblick auf die bevorstehende Räumung der 2. Zone mit Aachen im November 1929.
Am 12. Dezember 1930 verließen die Belgier das Saargebiet. Damit endete die Anwesenheit belgischer Besatzungstruppen in Deutschland nach dem Ersten Weltkrieg.